# Birčaninova
La rue Birčaninova (en serbe cyrillique : Бирчанинова) est une rue de Belgrade, la capitale de la Serbie, située dans la municipalité urbaine de Savski venac.

## Parcours
La rue Birčaninova naît au croisement des rues Sarajevska et du Hajduk Veljkov venac et de la rue Risanska dont elle constitue le prolongement. Elle s'oriente vers le sud-est et traverse les rues Kneza Miloša, Resavska, Svetozara Markovića, Kralja Milutina, Deligradska et Katićeva puis se termine à la hauteur du Bulevar oslobođenja (le « boulevard de la Libération »).

## Architecture
La maison Veljković, située au n° 21, a été construite en 1883 dans un style académique ; dans la cour de la maison se trouve un pavillon des arts, construit en 1931, d'après des plans de l'architecte Vojislav Đokić et de l'ingénieur Aleksandar Gavrilović ; en raison de sa valeur, l'ensemble est inscrit sur la liste des biens culturels de la Ville de Belgrade.

## Missions diplomatiques
La rue abrite trois ambassades. Celle d'Italie est établie au n° 11, celle de Bulgarie au n° 26 et celle de Finlande au n° 29. La section consulaire de l'ambassade d'Allemagne est située au n° 19a.

## Éducation et culture
L'école maternelle Anđelak est installée au n° 18a.
Le Centre de décontamination culturelle (en serbe : Centar za kulturnu dekontaminaciju ; en abrégé : CZKD) se trouve au n° 21, dans le pavillon Veljković ; il s'est donné comme but de promouvoir divers « gestes » politiques et culturels visant à renforcer la cohésion sociale, à favoriser la coopération des artistes et des activistes dans le domaine des droits de l'homme et de renforcer la collaboration des acteurs publics, privés et sociaux dans ce domaine.